# Claudia Anselmi
Claudia Anselmi (Montevideo, 29 de septiembre de 1958) es una artista visual uruguaya. Se destaca por sus trabajos en dibujo, pintura, grabado y monocopía de gran tamaño.

## Reseña biográfica

### Formación
Claudia Anselmi nació en 1958 en la ciudad de Montevideo, Uruguay. A la edad de 12 años comenzó sus estudios en el Centro de Expresión Artística (CEA) con el artista Nelson Ramos, siendo la primera alumna tan joven del maestro. Sus padres, notaron que de niña le gustaba mucho dibujar en la escuela y la alentaron a continuar haciéndolo, por lo que le propusieron ingresar a un taller de pintura. En 1972 realizó su primera exposición individual y en los años siguientes continuó exponiendo individual y colectivamente de manera ininterrumpida, participando en premios y salones, en los que recibió numerosos premios y menciones por sus dibujos y pinturas.
En 1978 ingresó al Club de Grabado de Montevideo en el que se especializó en el grabado sobre metal, con el docente Héctor Contte. En 1986 realizó el curso de postgrado de grabado en metal con David Finkbeiner y en 1987 el de papel artesanal con Lawrence Baker, ambos en el Museo Nacional de Artes Visuales.
En 1984 ingresó al Taller Malvín para cursar Dirección de Taller de Expresión Plástica para niños y adolescentes con las profesoras Mirtha Nadal y Carmen Martín. En 1992 creó el Taller Cebollatí para niños y jóvenes junto a Teresa Gilly, actividad docente que continúa hasta hoy en día, y a la que posteriormente incorporó talleres de expresión plástica y grabado para adultos.

### Obra
Su obra temprana se caracterizó por intrincados dibujos a tinta que marcaron su producción hasta mediados de la década de 1980 cuando la pintura y los objetos contenidos en cajas definieron su madurez creativa. A partir de la década de 1990 retoma el dibujo, pero ya transformado con sus conocimientos de técnicas gráficas y lo incorpora en nuevos soportes, realiza monocopias, estampados, transferencias, objetos y comienza con las instalaciones y ambientaciones de espacios. A partir de 2001 comienza a experimentar con dibujos digitalizados y fotografías, y en los años siguientes convierte sus instalaciones en espacios transitables para el espectador (Espacio_Tiempo Obra en obra, Dodecá, 2006) y lleva la monocopia a dimensiones mucho más grandes (Elevación, Sala Carlos F. Sáez, MTOP, 2009 / Los juegos en el bosque _que el viento hable, Museo Nacional de Artes Visuales, MNAV, 2016).

## Exposiciones
Exposiciones individuales: (selección de los últimos años)
- 2022 Uróboros, Museo Juan Manuel Blanes, Montevideo, Uruguay.[5]
- 2020 Herencia, Museo Histórico Cabildo de Montevideo, Uruguay.
- 2016 Los juegos en el bosque _que el viento hable, Museo Nacional de Artes Visuales MNAV, Montevideo, Uruguay.[6]
- 2012 Lealtad, Instalación y performance, Sara(s) International Workshop, Hotel del Lago, Punta del Este, Uruguay.
- 2011 Los juegos en el Bosque Instalación - Monocopias en gran formato, grabados en aguatinta, aguafuerte y fotopolímero. “10 años - 10 exposiciones”, Centro Cultural Dodecá. Montevideo, Uruguay.
- 2009 Elevación Instalación de monocopias en gran formato. Sala de Arte Carlos Federico Sáez, MTOP. Montevideo, Uruguay.
- 2008 Instalación en Centro Regis para las Artes, Universidad de Minnesota. Minneapolis, EE. UU..
- 2007 Espacio_Tiempo - ella_él, Instalación en Museo Nacional de Artes Visuales. Salón Nacional.
- 2006 Espacio_Tiempo - el día en las manos, Instalación fotográfica, monocopia en tiras de papel. Goethe Institut Montevideo, Uruguay.
- 2006 Espacio_Tiempo - Obra en obra, Instalación. Bosque realizado en tiras de papel monocopiado y pintura. Centro Cultural Dodecá, Montevideo, Uruguay.
- 2006 Inside, Pintura y Monocopia. Galería Arteuy, Punta del Este, Uruguay.
- 2003 Capas, Instalación, rollos de monocopia y objetos de papel. Dodecá, Montevideo, Uruguay.
- 2000 Des-cubrimientos, Monocopia y grabado digital en gran formato. Galería del Paseo. Montevideo, Uruguay.
- 1998 Interior/es, Pinturas y cajas en técnicas mixtas. Exposiciones conjuntas en Alianza Francesa y Galería Latina. Montevideo, Uruguay.
- 1995 Ambientación en Casa Gandhi. Técnica mixta sobre papel, cuero y volúmenes. Montevideo, Uruguay.

Exposiciones y Bienales Nacionales e Internacionales: (selección)
- 2020 "Gráfica Mexicana y Uruguaya", Embajada de México, Montevideo, Uruguay.
- 2017 VII Bienal de Arte Textil Contemporáneo. WTA, Museo Nacional de Artes Visuales, MNAV. Montevideo, Uruguay.
- 2014 “La gráfica uruguaya y su historia”, Museo de Arte Contemporáneo de Yucatán (MACAY), México.
- 2012 "Bienal de Montevideo" Evento colateral, Cabildo de Montevideo, Uruguay.
- 2011 "Premio Bicentenario". Artes Visuales en el Bicentenario. Museo Nacional de Artes Visuales MNAV. Montevideo, Uruguay.
- 2007 "52 Salón Nacional de Artes Visuales". Instalación. Museo Nacional de Artes Visuales MNAV. Montevideo, Uruguay.
- 2004 Grabado. Embajada Uruguaya, Washington D. C., EE. UU..
- 2004 Grabado y diseño textil. Galería Avon Hartz. Miami, EE. UU..
- 2001 "Encuentro Latinoamericano de Grabado". Bienal del Mercosur. Galería del Infinito. Buenos Aires, Argentina.
- 1999 “Exposición Itinerante de Plásticos Uruguayos”. Consulado General del Uruguay. Nueva York, EE. UU..
- 1997 “Arte Uruguayo Contemporáneo”. Fundación Simón I. Patiño. Santa Cruz de la Sierra, Bolivia.
- 1994 “30 Artistas Uruguayos”. Asunción, Paraguay.
- 1993 "1ra. Exposición Internacional de Grabado". Maastrich, Holanda.
- 1993 y 1991 Invitada y seleccionada en Trienales de Grabado y Pintura. Osaka, Japón.
- 1983 y 1981 Invitada y seleccionada en Bienales de Minigrabado y Dibujo. Barcelona y Cadaqués, España.
- 1982 "VIII Exposición de Dibujo". Ljubljiana, Yugoslavia.
- 1981 Bienal de Grabado. Rijeka, Yugoslavia.
- 1979 Expone con el Club de Grabado de Montevideo. Malmö, Suecia.
- 1979 Premio Internacional de Dibujo Joan Miró. Bucarest, Rumania.